# カール・フリードリヒ・フォン・ヴァイツゼッカー
カール・フリードリヒ・フォン・ヴァイツゼッカー（Carl Friedrich Freiherr von Weizsäcker, 1912年6月28日 - 2007年4月28日）は、
ドイツの物理学者、哲学者である。ナチス・ドイツの外務次官になったエルンスト・フォン・ヴァイツゼッカーの息子で、戦後ドイツの大統領になったリヒャルト・フォン・ヴァイツゼッカーの兄である。核融合における理論的研究で著名。

## 生涯
シュレースヴィヒ＝ホルシュタイン州の州都キールに生まれる。シュトゥットガルト(1915～1922)、バーゼル(1922～1925)、コペンハーゲン(1925～1929)で育つ。1927年、15歳のときコペンハーゲンでヴェルナー・ハイゼンベルクに出会い、元々天文学に興味を抱いていたのもあり、ハイゼンベルクの勧めで選考を物理学に決める。1929年から1933年まで、物理学、天文学、数学をベルリンやゲッティンゲン、ライプツィヒの各大学で、ハイゼンベルク、フント、ボーアらに学んだ。1933年、ライプツィヒでフントの指導の下で強磁性体中の荷電粒子の偏向に関する論文で博士号を取得した。
1934年、エヴァン・ジェームス・ウィリアムズとは独立に、荷電粒子の衝突における減速のエネルギーを概算するヴァイツゼッカー‐ウィリアムズの方法を発表した。同年から、ライプツィヒでハイゼンベルクの助手として研究を始める。
原子核の研究を行い、1935年にハンス・ベーテとは独立に原子核質量公式（ベーテ・ヴァイツゼッカーの公式）を発表した。1937年にはベルリン大学の私講師となり、1938年にかけて恒星内部の核融合の研究を行い、ベーテと共にベーテ・ヴァイツゼッカー過程を1937年から1939年にかけて発表した。

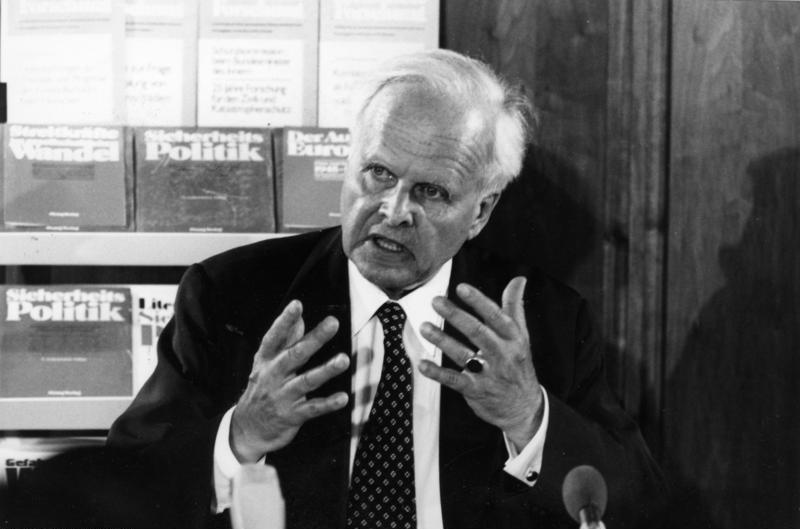

1936年6月、ベルリンのカイザー・ヴィルヘルム物理学研究所に助手として加わり、1937年、ベルリン大学の個人講師となる。1939年から1942年までドイツのウラン計画（Uranverein）に携わる。その後、1944年までストラスブール大学で理論物理学の講座を受け持つ。1945年、ハイゼンベルクのヘッヒンゲンとハイゲルロッホでの原子炉実験に参加。1945年4月から1946年1月まで、ハイゼンベルクや他のドイツ人物理学者とともにイギリスのファーム・ホールに抑留された。
終戦後の1946年からはゲッティンゲンのマックス・プランク物理学研究所で理論物理学部門の責任者を務めた。ゲオルク・アウグスト大学の名誉教授を務め、1950年にはゲッティンゲン科学アカデミーの会員となり、ジェラルド・カイパーとともに、太陽系の起源に関する原始惑星仮説と乱流理論に取り組んだ。1957年、ゲッティンゲン宣言に共同署名。

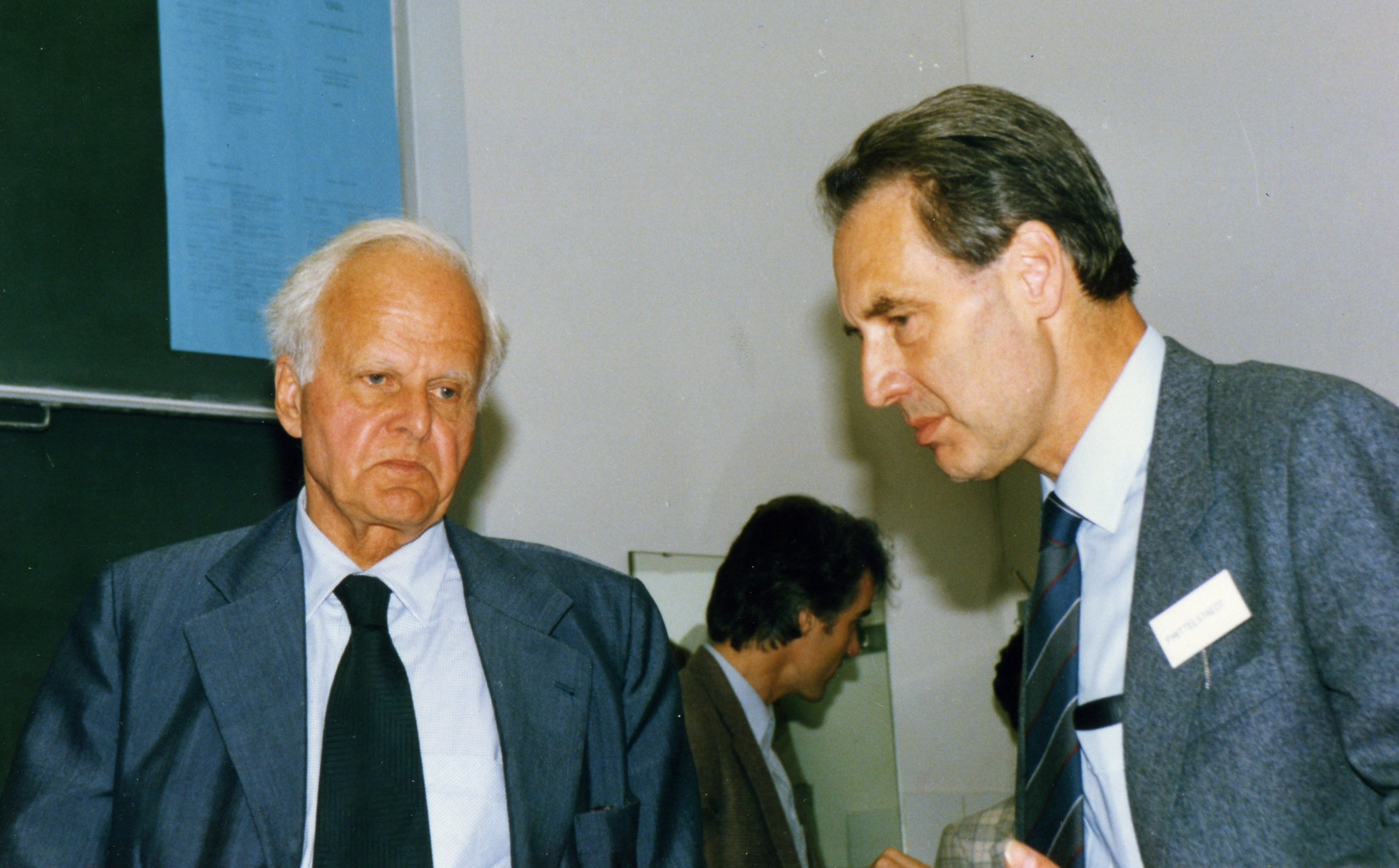
ペーター・ミッテルステット（Peter Mittelstädt）と

戦後は福音主義の立場から平和運動を進める哲学者となり、量子論の分野における科学理論・物理学的問題に加え、人類学的・政治的問題にも取り組んだ。1957年から1969年までハンブルク大学の哲学科で教授を務めた。1959年にはレオポルディーナの会員となる。1970年からはミュンヘン大学の名誉教授を務めた。
2007年、バイエルン州シュタルンベルクにて死去。94歳だった。

## 著書邦訳
- 『原子力と原子時代』粟田賢三、富山小太郎共訳 岩波新書 1958
- 『信仰と自然科学との対話』エトムント・シュリンク共著 鳴海元訳編 新教出版社 新教新書 1963
- 『自然の歴史』西川富雄訳 法律文化社 1968
- 『科学の射程』野田保之,金子晴勇訳 法政大学出版局 叢書・ウニベルシタス 1969
- 『核時代の生存条件 世界平和への構想』遠山義孝訳 講談社現代新書 1970
- 『自然の統一』斎藤義一,河井徳治訳 法政大学出版局 叢書・ウニベルシタス 1979
- 『心の病としての平和不在 核時代の倫理学』遠山義孝訳 南雲堂 1982
- 『時は迫れり 現代世界の危機への提言』座小田豊訳 法政大学出版局 1988
- 『人間的なるものの庭 歴史人間学論集』山辺建訳 法政大学出版局 叢書・ウニベルシタス 2000
- 『われわれはどこへ行くのか 世界の展望と人間の責任 ミュンヘン大学連続講義集』小杉尅次訳 ミネルヴァ書房 2004
- 『人間とは何か 過去・現在・未来の省察』小杉尅次,新垣誠正共訳 ミネルヴァ書房 2007
- 『物理学の構築』西山敏之,森匡史訳 法政大学出版局 2008
- 『自由の条件とは何か1989～1990 ベルリンの壁崩壊からドイツ再統一へ』小杉尅次,新垣誠正訳 ミネルヴァ書房 2012
- 『大物理学者 パルメニデスからハイゼンベルクまで』山辺建訳 法政大学出版局 2013

## 受賞歴
- 1957年 マックス・プランク・メダル
- 1958年 ゲーテ賞
- 1963年 ドイツ書籍協会平和賞
- 1969年 エラスムス賞
- 1988年 ジークムント・フロイト賞
- 1989年 テンプルトン賞